# Qian Du
En aquest nom xinès, el cognom és Qian.
Qian Du (xinès tradicional: 錢杜; xinès simplificat: 钱杜; pinyin: Qián Dù), conegut també com a Xumei i Songhu, fou un pintor, poeta i cal·lígraf que va viure sota la dinastia Qing. Va néixer vers l'any 1764 (1763?) a Qiantang, actualment Hangzhou, província de Zhejiang i va morir el 1844, La seva família era benestant. Durant un temps va ser monjo. Era cosí del poeta i també pintor Qian Dong.

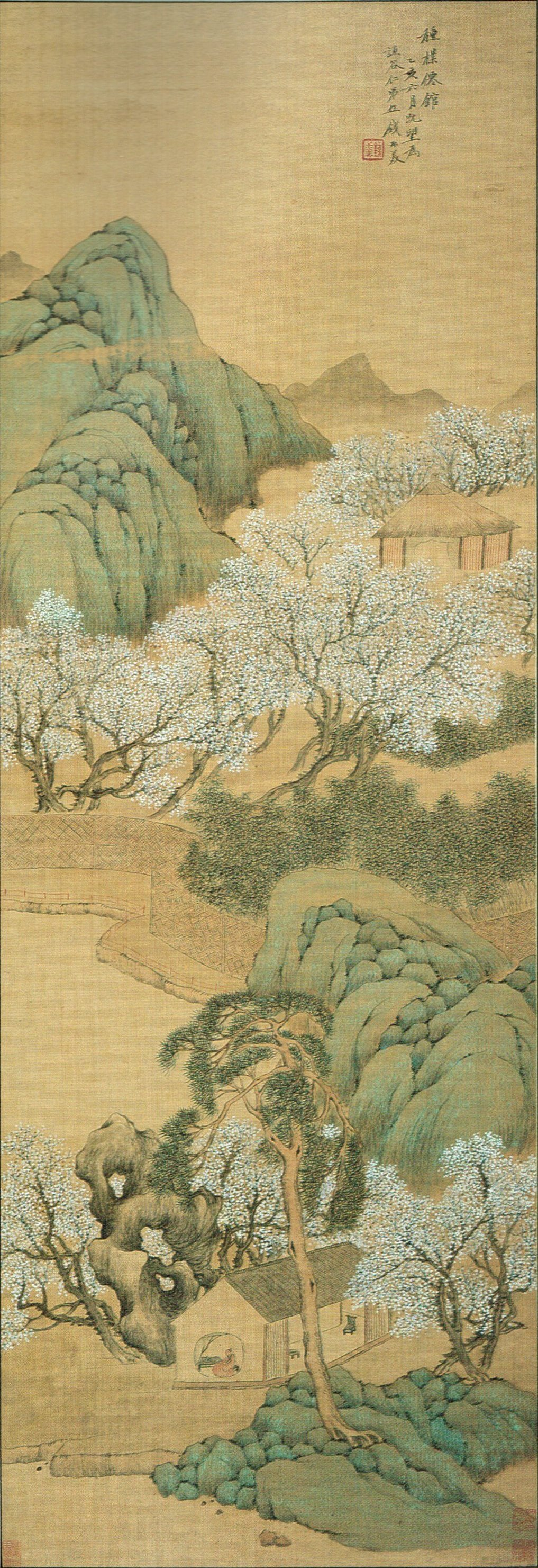
Cabana en un camp de pruneres, Acadèmia d'Arts de Honolulu

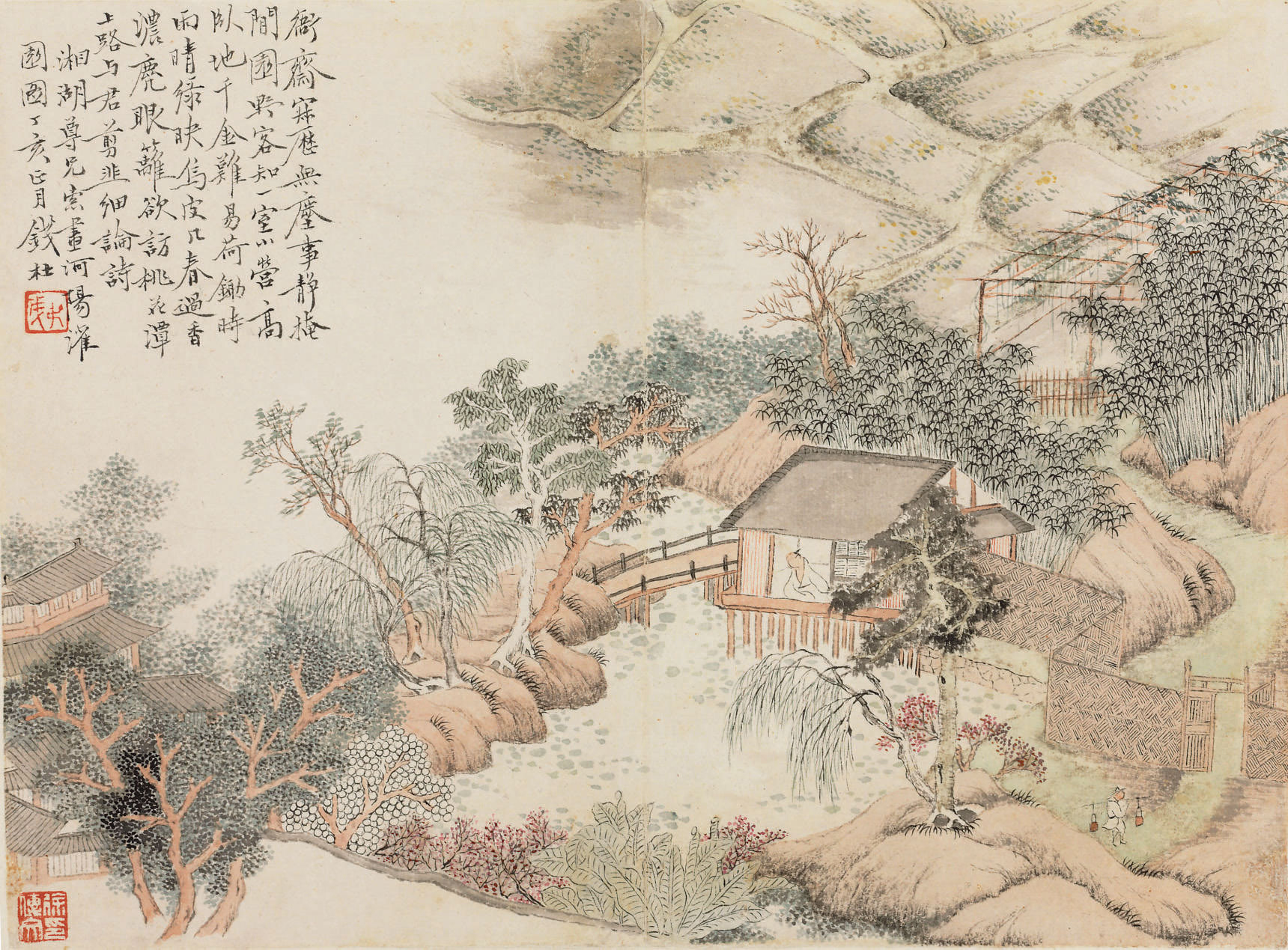
“Retir”

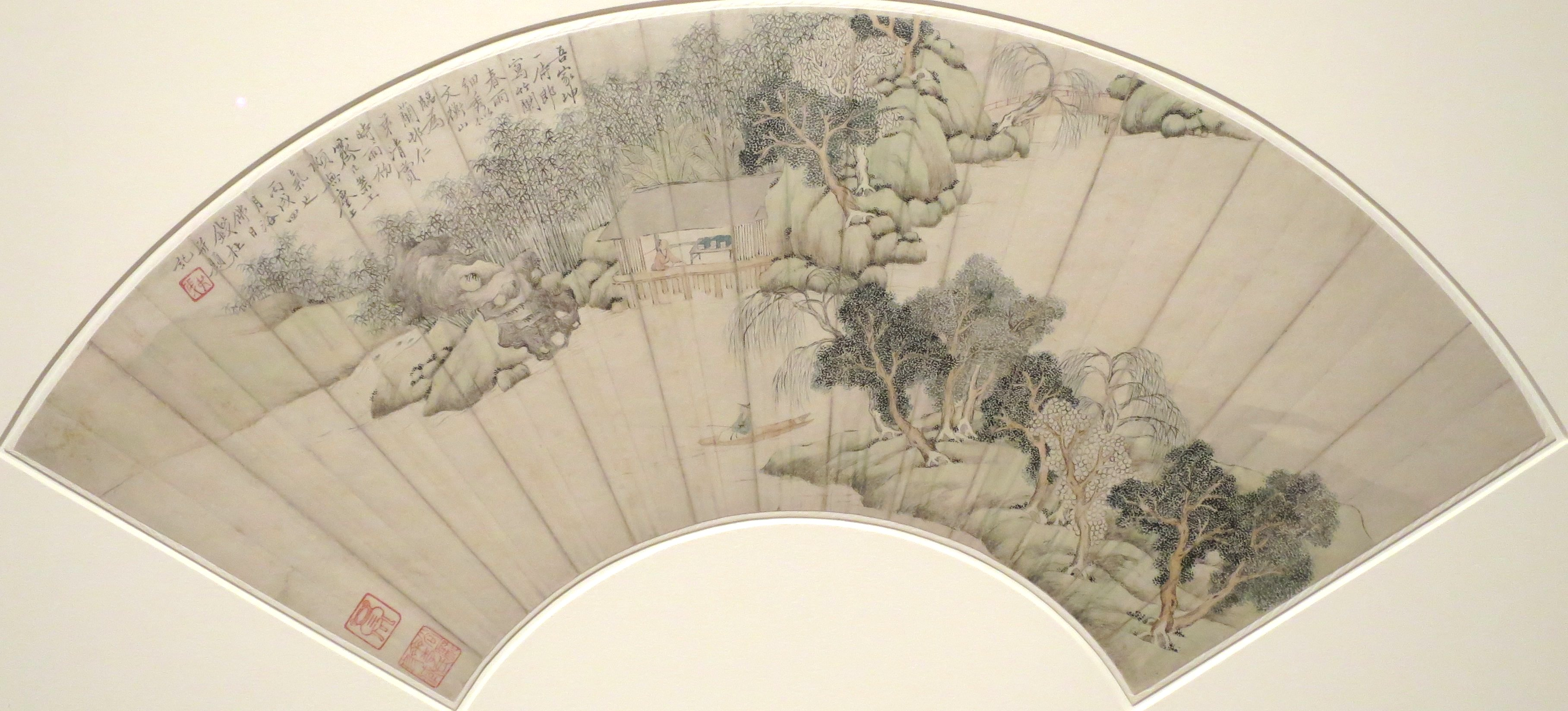
Erudit en un paisatge fluvial (Acadèmia d'Arts de Honolulu)

L'estil de Qian estava influït pel de Wang Meng, Yun Shouping i el de Weng Zhengming. Va pintar paisatges, figures humanes i flors. És autor de tractats sobre pintures.Entre les seves obres destaca Cabana en un camp de pruneres i Pavelló entre bambús a la muntanya Yushan. Es troben obres seves, a part del Museu d'Osaka (Japó), a l'Acadèmia d'Arts de Honolulu (Estats Units).